# ユニバーサル・モンスター・ライブ・ロックンロール・ショー
- ユニバーサル・パークス&リゾーツ > ユニバーサル・スタジオ・ジャパン > ユニバーサル・スタジオ・ジャパンのアトラクション > ユニバーサル・モンスター・ライブ・ロックンロール・ショー
- ビートルジュース > ユニバーサル・モンスター・ライブ・ロックンロール・ショー
- ユニバーサル・モンスターズ > ユニバーサル・モンスター・ライブ・ロックンロール・ショー

ユニバーサル・モンスター・ライブ・ロックンロール・ショー（英: Universal Monsters Live Rock And Roll Show）は、『ビートルジュース』や『ユニバーサル・モンスターズ』のキャラクターが登場するショー・アトラクションである。
過去の名称には、「ロッキン・ミッドナイト・モンスター・フェスト」、「ビートルジュースのグレイブヤード・マッシュアップ」、「ビートルジュースのグレイブヤード・レビュー」、「ビートルジュースのロックンロール・グレイブヤード・レビュー」、「ビートルジュースのロッキン・グレイブヤード・レビュー」などがある。現在、このショーはユニバーサル・スタジオ・ジャパンのハリウッド・エリアで公演されており、かつてはユニバーサル・スタジオ・ハリウッドとユニバーサル・スタジオ・フロリダでも開催されていた。

## 登場人物
ビートルジュース
ワイルドでクレイジーな性格を持つ死人であり、ショーの司会進行を務める。このキャラクターはワーナー・ブラザースによって生み出された。
フランク

人間の死体を材料に作られた醜い容姿のフランケンシュタイン。ショーではギターを演奏する。
ブライド

フランケンシュタインの花嫁。ショーの終盤では、人の頭蓋骨で作られたマラカスを振る。
ドラキュラ

処女の血を好む吸血鬼。ショーの終盤では、ステージ上部から現れる。
ウルフィー

満月を見ると変身する狼男。彼が歌う場面では、ステージの背景に満月が映し出される。
エリック

オペラ座の怪人。オペラ座で暗躍する人物であり、万能の天才だが、生まれつき骸骨のように醜い容貌を持つ。かつての上演では登場していたが、リニューアル後は登場しなくなった。
ヒップ（HIP）
ユニバーサル・スタジオ・ジャパンのオリジナルキャラクター。HOPとペアを組み、ダンスや歌を披露する。髪は黄色で、服は緑色をしている。
ホップ（HOP）
ユニバーサル・スタジオ・ジャパンのオリジナルキャラクター。HIPとペアを組み、ダンスや歌を披露する。髪は赤色で、服は青色をしている。

## 沿革

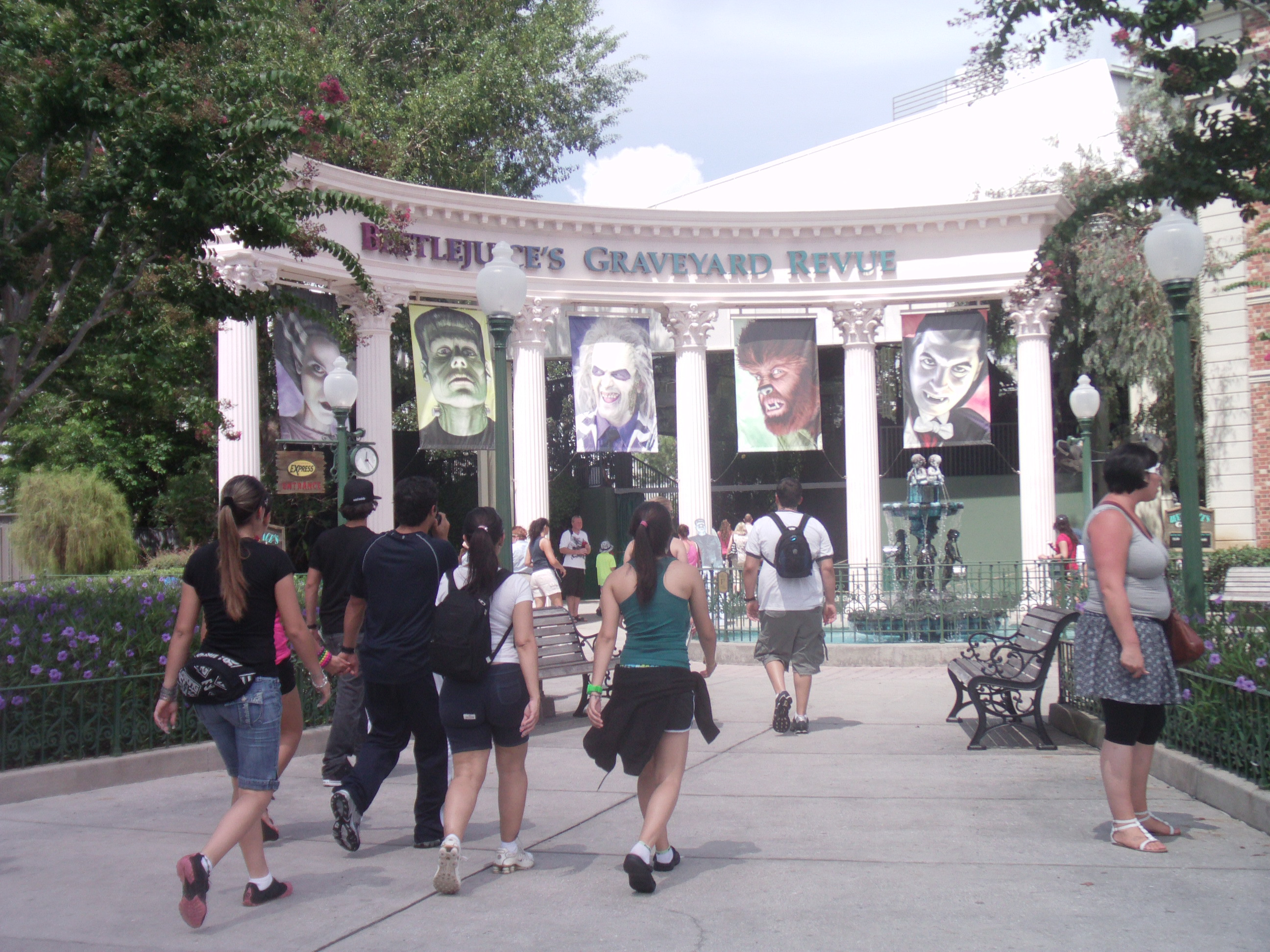
アトラクションのエントランス（ユニバーサル・スタジオ・フロリダ / 2010年）

本アトラクションは、1991年から1992年にかけてユニバーサル・スタジオ・フロリダとユニバーサル・スタジオ・ハリウッドの両施設でオープンした。フロリダでは「An American Tail Theatre」の後継施設として登場し、ハリウッドでは現在の「Super Silly Fun Land」の近くにある屋外ステージで開始された。フロリダでは1994年に改装が行われ、太陽を遮るための天蓋が追加された。一方、ハリウッドでは1995年に「The Adventures of Conan: A Sword and Sorcery Spectacular」に代わってリニューアルされ、屋内施設へ移設された。このショーは、1999年に「Spider-Man Rocks」がオープンするまで上演された。
2001年にはユニバーサル・スタジオ・ジャパンがオープンし、1995年のハリウッド版をベースとした「ユニバーサル・モンスターズ・ライブ・ロックンロール・ショー」として、ハリウッド・エリア内に登場した。
2002年、ユニバーサル・スタジオ・フロリダでは、1995年のハリウッド版および2001年の日本版に近い内容へとリニューアルされた。その後、2002年から2016年にかけて、ショーはさらに数回にわたって改訂が行われ、曲や衣装、キャラクターが変更された。2014年のリニューアルでは、ショーの名前が「ビートルジュースのグレーブヤード・マッシュアップ」に変更されたが、2016年1月5日にクローズされた。その後継として、2018年に「Fast & Furious: Supercharged」がオープンした。

## 披露曲

### オリジナルバージョン
このバージョンは、フロリダで1992年から2002年まで、ハリウッドで1991年から1995年まで使用された。
ビートルジュースの登場曲: ダニー・エルフマン「『ビートルジュース』メインタイトル」
1. Wild Things: 全員
2. Thank You (Falettinme Be Mice Elf Agin)（英語版）: ウルフィー
3. Great Balls of Fire（英語版）: エリック（オペラ座の怪人）
4. I'll survive: ブライド
5. Hot Blooded（英語版）: フランケンシュタイン
6. livin' la vida loca: ドラキュラ
7. マッシュアップ（4 - 6）: ブライド、フランケンシュタイン、ドラキュラ
8. When A Man Loves a Woman: フランケンシュタイン
9. Higher and Higher: 全員
10. Day-O (Banana Boat Song) / Jump In The Line（英語版） : 全員

### バージョン 2.0
このバージョンは、ハリウッドで1995年から1999年まで、フロリダで2002年から2006年まで、日本で2001年から現在まで使用されている。
ビートルジュースの登場曲: Queen「We Will Rock You」
1. Rockin' the Paradise（英語版） / Rock N Roll All Nite : 全員
2. I Wanna Rock（英語版） / One Wild Night（英語版）（フロリダ、日本）; Knock on Wood / Do You Love Me?（ハリウッド）: ウルフィー
3. I Will Survive: ブライド
4. YMCA: ビートルジュース（フロリダ、日本）; Great Balls of Fire（英語版）: エリック（ハリウッド）
5. Hot Stuff: ヒップ&ホップ（フロリダ、日本）; Addicted to Love（英語版） / Hot Blooded / In The Midnight Hour: ドラキュラ、ブライド、フランケンシュタイン（ハリウッド）
6. It's Raining Men（英語版）: 全員（フロリダ、日本）
7. Smooth（フロリダ、日本）; When A Man Loves a Woman（ハリウッド）: フランケンシュタイン
8. Livin' La Vida Loca: ドラキュラ（フロリダ、日本）; Higher: 全員（ハリウッド）
9. Rock N Roll All Nite: 全員

「Day-O (Banana Boat Song)」は、ハリウッドでの上演最終日に復活した。

### バージョン 3.0
このバージョンは、フロリダで2006年から2014年まで使用された。
ビートルジュースの登場曲: ダニー・エルフマン「『ビートルジュース』メインタイトル」
1. Let's Get It Started（英語版）: 全員
2. Hey Mickey / Superfreak: ヒップ&ホップ
3. Jump!: ウルフィー
4. I Will Survive: ブライド
5. Dancing in the Dark（英語版）: フランケンシュタイン
6. Frankie's Girl: ドラキュラ
7. You Give Love a Bad Name: 全員
8. Hey Ya!（英語版）: ヒップ&ホップ
9. It's Raining Men / Holding Out for a Hero（英語版）: ヒップ&ホップ、ブライド
10. You Shook Me All Night Long（英語版）: 全員

### バージョン 4.0
このバージョンは、フロリダで2014年から2016年まで使用された。
1. Let's Go Crazy（英語版）: 全員
2. Sweet Dreams (Are Made Of This): ファンタジア
3. Walk Like an Egyptian / ラップ: クレオパトラ
4. Girls Just Wanna Have Fun: クレオパトラ、ファンタジア、ブライド
5. Doctor Feelgood / Welcome to the Jungle Mashup: ウルフィー、フランケンシュタイン、女性陣
6. Feed My Frankenstein（英語版）: フランケンシュタイン
7. ビートルジュースのランダム選曲（The Good, The Bad, and the Ugly / The Fox / Thriller / Uptown Funk / Watch Me (Whip/Nae Nae)）: 全員
8. What I Like About You / You Really Got Me Mashup: 全員
9. Smooth Criminal / Sweet Dreams Mashup: ファンタジア、ドラキュラ
10. Ballroom Blitz（英語版） / Let's Go Crazy Mashup: 全員